# План Z
План Z e бил план за преоборудването и разширяването на Kriegsmarine (германския флот), поръчан от Адолф Хитлер в началото на 1939 г. Флотът трябвало да предизвика военноморската мощ на Обединеното кралство и трябвало да бъде завършен до 1948 г. Разработване на плана започна през 1938 г., но отразява еволюцията на стратегическото мислене на Oberkommando der Marine (Върховно командване на военноморските сили) през двете десетилетия след Първата световна война. Планът е изисквал флот, съсредоточен от десет бойни кораба и четири самолетоносача, които е трябвало да бъдат предназначени за битка с Кралския флот (Британският флот). Тази сила е била допълнена с многобройни крайцери с голям обсег, които ще атакуват британските кораби.
По силата на Версайския договор във флота на Германия са наложени строги ограничения. С идването на власт на НСДАП в Германия в началото на 1933 г., и особено след подписването през 1935 г. на англо-германското военноморско споразумение ситуацията се променя. До началото на 1939 г. е изработен и приет окончателният вариант на програмата за мащабно превъоръжаване на германските ВМС.